# Undiscovered Soul
Az Undiscovered Soul Richie Sambora második szólóalbuma. Sokkal kezdetlegesebb, mint előző lemeze, a Stranger in This Town.

## Az album számai
1. Made in America (Sambora/Supa) – 5:34
2. Hard Times Come Easy (Sambora/Supa) – 4:34
3. Fallen from Graceland (Sambora/Bryan/Supa) – 5:39
4. If God Was a Woman (Sambora/Bryan/Supa) – 4:02
5. All That Really Matters (Sambora/Supa) – 4:19
6. You're Not Alone (Sambora/Marolda) – 4:19
7. In It for Love (Sambora/Supa) – 4:19
8. Chained (Sambora/Marolda/White) – 3:27
9. Harlem Rain (Sambora/Supa) – 5:01
10. Who I Am (Sambora/Frederiksen) – 7:08
11. Downside of Love (Sambora/Bryan/Supa) – 5:26
12. Undiscovered Soul (Sambora/Supa) – 7:14
13. We All Sleep Alone - Bónuszszám néhány kiadáson.

## 1997-es japán verzió
Ez a kiadás egy kicsit eltérő sorrendben tartalmazza a számok kezdetleges verzióját.
1. Made in America (Sambora/Supa) – 5:48
2. Hard Times Come Easy (Sambora/Supa) – 4:35
3. Fallen from Graceland (Sambora/Bryan/Supa) – 6:48
4. You're Not Alone (Sambora/Marolda) – 4:45
5. Undiscovered Soul (Sambora/Supa) – 7:47
6. In It for Love (Sambora/Supa) – 4:24
7. If God Was a Woman (Sambora/Bryan/Supa) – 4:03
8. All That Really Matters (Sambora/Supa) – 5:08
9. Chained (Sambora/Marolda/White) – 3:30
10. Downside of Love (Sambora/Bryan/Supa) – 5:27
11. Harlem Rain (Sambora/Supa) – 5:45
12. Who I Am (Sambora/Frederiksen) – 7:07
13. All That Really Matters (Reprise Collector Version)(Sambora/Supa) – 5:01